# معاهدة نصوح باشا
معاهدة نصوح پاشا (بالفارسية: عهدنامه نصوح پاشا)، (بالتركية: Nasuh Paşa Anlaşması)‏ هي معاهدة وُقعت في 20 نوفمبر 1612، بين الدولة العثمانية والدولة الصفوية بعد حرب 1603-1612، ويرتبط اسمها بـ نصوح باشا الصدر الأعظم (الوزير الأول) للسلطان أحمد الأول.

## الخلفية
كانت الدولة العثمانية مشغولة في الحرب الطويلة ضد الامبراطورية الرومانية المقدسة، وثورات جلالي العلوي في الأناضول، وحين اعتلى عرش السلطنة العثمانية ولدًا في الرابعة عشر من عمره أحمد الأول؛ استغل الصفويون الفرصة لاسترجاع بعض ما فقدوه في معاهدة فرحات پاشا التي تلت الحرب السابقة بينهما.

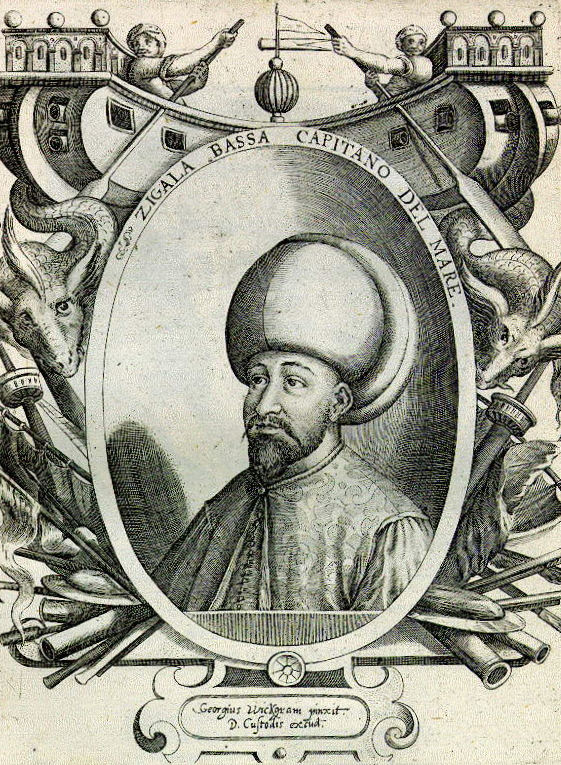
جيگالازاده پاشا، المسلم الإيطالي، الصدر الأعظم وسردار (قائد) الجيش العثماني.

بدأت الحرب بهجوم الصفويين على تبريز، ونجح الشاه «عباس الكبير» وقائد جيشه الله‌ وردي خان، في الاستيلاء على «تبريز»، منهيًا بذلك الحكم العثماني بها، وقد توغل في الأراضي العثمانية بعد أن عجزت الدولة العثمانية عن إيقاف هذا الزحف. وقد توفي في هذا الغزو سرداران (قائدان) للجيش العثماني (كلاهما بأسباب طبيعية في ديار بكر) وهما جيگالازاده يوسف سنان پاشا وكويوجو مراد پاشا.
وقبل الطرفان الصلح، ووقّعا معاهدة عُرفت باسم «معاهدة نصوح باشا» في (24 من شعبان 1021هـ = 20 من نوفمبر 1612)، وانتهت الحرب التي دامت نحو تسع سنوات بين البلدين، وبمقتضى هذه المعاهدة استعادت إيران ما يقرب من 400,000 كم² من الأراضي التي كانت قد استولت عليها الدولة العثمانية من قبل.

## بنود المعاهدة
- توافق الدولة العثمانية على إعادة كل الأراضي التي حصلت عليها بموجب معاهدة فرحات پاشا.
- يعاد ترسيم الحدود لما كانت عليه وفق معاهدة أماسيا عام 1555.
- وافقت الدولة الفارسية بدورها على دفع جزية سنوية مقدارها 200 حِمل (59000 كيلو غرام) من الحرير.
- تغيير طريق الحج الفارسي ليمر عبر سوريا بدلاً من عبر العراق.

## التبعات
هذه هي أول معاهدة توافق فيها الدولة العثمانية على التنازل عن أراضي. أول نظير لها على الجانب الأوروبي لن يحدث حتى عام 1699. كانت المعاهدة نجاحاً هائلاً للشاه عباس الصفوي، فوسعت أملاكه وأعادت هيبته. إلا أنه رفض دفع الخراج المتفق عليه، مما أدى إلى اندلاع الحرب مجددا بين الدولتين في عام 1615، إلا أنها انتهت سريعاً بإقرار معاهدة نصوح باشا مرة أخرى مع تخفيض الجزية إلى 100 حمل فقط من الحرير.
لم يتوقف طمع الشاه عباس عند هذا الحد، فقد إستغل الأخير مقتل السلطان العثماني عثمان الثاني وانتشار الفوضى في الدولة العثمانية ليقوم بهجوم على العراق وينجح في احتلال بغداد. ستستمر حالة الحرب بين البلدين حينها إلى 15 عام حتى توقيع معاهدة زهاب.